# Софијан Фегули
Софијан Фегули (арап. سفيان فيغولي‎, фр. Sofiane Feghouli, рођен 26. децембра 1989) је алжирски фудбалер рођен у Француској који тренутно наступа за Фатих Карагумрук и за репрезентацију Алжира.

## Биографија
Први професионални клуб у Француској за који је наступао наступао био је Гренобл. У лето 2010. године уследио је прелазак у редове шпанског прволигаша Валенсију где је остао пуних шест сезона с тим да је једну полусезону провео у Алмерији. За Валенсију је одиграо 146 првенствених утакмица и дао 20 голова, а укупно је одиграо 202 меча постигавши 31 погодак. За Фудбалску репрезентацију Алжира дао је 11 голова на 42 меча.